# Dolores Heredia
Dolores Heredia   (La Paz, 6 d'octubre de 1966) és una actriu mexicana.

## Biografia
Va néixer i créixer a La Paz. És la setena dels deu fills d'una fotògrafa de Sinaloa i un mariner de Guanajuato. Va començar a fer teatre d'adolescent a La Paz i més tard va estudiar art dramàtic al Centro Universitario de Teatro de la Universitat Nacional Autònoma de Mèxic un any, després la van treure de l'escola per arribar constantment tard per causes de força major. Es va formar en un lloc independent.
D'octubre de 2015 a novembre de 2017 va ser presidenta de la Acadèmia Mexicana d'Arts i Ciències Cinematogràfiques (AMACC), sent substituïda per Ernesto Contreras.
L'abril de 2017 va ser elegida presidenta de la recent creada Federació Iberoamericana d'Acadèmies de Cinema.

## Premis
- Festival international du film d'Amiens, Millor actriu, "Santitos", 1999[8]
- Premios Ariel, nominada, "Santitos", 1999
- Premios Ariel, nominada, "Dos crímenes", 1995
- Festival Internacional de cine de Cartagena, Millor actriu, "Santitos", 1999
- Festival mexicano de cine de Guadalajara, Millor actriu, "Conozca la cabeza de Juan Pérez", 2008

## Filmografia

### Televisió
- Deseo prohibido (2008)
- Capadocia (2008)
- Marina (2006)
- Mujeres (2005)
- Gitanas (2004)
- The Wrong Man (1993)

### Pel·lícules
- 180° (2010)
- Días de gracia (2010)
- Rock Marí (2009)
- El horno (2009)
- Rudo y Cursi (2008)
- Purgatorio (2008/I)
- Conozca la cabeza de Juan Pérez (2008)
- Enemigos íntimos (2008)
- El viaje de Teo (2008)
- Vantage Point (2008)
- Tr3s (2007)
- Al final del día (2007)
- Cobrador: In God We Trust (2006)
- La mirada del adiós (2006)
- Mujer alabastrina (2006)
- Fuera del cielo (2006)
- Sexo, amor y otras perversiones 2 (2006)
- La historia del baúl rosado (2005)
- La mudanza (2003)
- Suertuda gloria (2003)
- Ciudades oscuras (2002)
- De la calle (2001)
- Santitos (1999)
- En el aire (1995)
- Dos crímenes (1995)
- Desiertos mares (1995)
- Un pedazo de noche (1995)
- Un hilito de sangre (1995)
- La hija del Puma (1994)
- Vagabunda (1994)
- Pueblo viejo (1993)
- Decisiones (1993)
- De barro (1992)
- El patrullero (1991)
- Sombra de ángel (1991)
- Un cielo cruel y una tierra colorada (1991)
- Pueblo de madera (1990)
- La otra orilla (1990)